# Dorylomorpha fulvitarsis
Dorylomorpha fulvitarsis är en tvåvingeart som beskrevs av David Edward Albrecht 1990. Dorylomorpha fulvitarsis ingår i släktet Dorylomorpha och familjen ögonflugor.
Artens utbredningsområde är Ontario. Inga underarter finns listade i Catalogue of Life.